# Pitztaler Urkund
De Pitztaler Urkund is een 3197 meter hoge bergtop in de Ötztaler Alpen in het Oostenrijkse Tirol.
De berg ligt in de Weißkam. De Pitztaler Urkund ligt in een naar het zuiden gelegen bergkam, die een scheiding aanbrengt tussen de Sexegertenferner in het westen en de Taschachferner in het oosten. Aan de andere zijde van deze gletsjergrens, de Urkundsattel, ligt de 3400 meter hoge Hochvernagtwand.
Beklimming van de berg begint bij het Taschachhaus. Van daar loopt langs de westelijke rand van de Taschachferner, langs de top van 2898 meter hoge Urkundkopf, een pad richting de voet van Pitztaler Urkund, nabij de Urkundsattel. Vanaf hier is de top het makkelijkst te bereiken via de zuidelijke graat. De beklimming vanaf de berghut duurt ongeveer twee uur.